# Tmesisternus parobiensis
Tmesisternus parobiensis är en skalbaggsart som beskrevs av Stefan von Breuning 1969. Tmesisternus parobiensis ingår i släktet Tmesisternus och familjen långhorningar. Inga underarter finns listade i Catalogue of Life.